# 第9回十字軍
第9回十字軍は、1271年から1272年にかけて聖地を目標として行われた、中世最後の大規模な十字軍。1270年の第8回十字軍の一部として扱われることもある。
フランス王ルイ9世は1270年にチュニジアを攻撃したが失敗した（第8回十字軍）。これを受けて、イングランド王ヘンリー3世の息子エドワード（後のイングランド王エドワード1世）がアッコに向かった遠征を第9回十字軍と呼ぶ。この十字軍はマムルーク朝スルターンのバイバルスと戦い何度か勝利をおさめたが、十字軍内の対立が収まらず、撤退した。以降聖地に向けた十字軍が実際に行われることは無く、約20年後の1291年にウトラメールにおける最後の砦アッコが陥落し、十字軍国家は事実上消滅することになった。

## 背景
1260年、マムルーク朝はアイン・ジャールートの戦いでモンゴル帝国の遠征軍を破った。この戦いで活躍した将軍バイバルスは帰路で主君のクトゥズを暗殺し、スルターン位を奪った。十字軍国家に矛先を向けたバイバルスは、アルスーフ、アトリット、ハイファ、サファド、ヤッファ、アスカロン、カエサリアといった十字軍の都市を次々と攻略した。ウトラメールのキリスト教徒たちはヨーロッパに援軍を求めたが、ヨーロッパ諸国の反応は鈍かった。
1268年、バイバルスはアンティオキアを攻略し、アンティオキア公国を滅ぼした。その南のトリポリ伯国やイェルサレム王国の残部はマムルーク朝の領土に包囲される形となった。 
フランス王ルイ9世は、第7回十字軍に続きエジプトへの上陸を予定していたが、弟のシチリア王シャルル・ダンジュー（カルロ1世）の思惑によりチュニスのハフス朝を攻撃した。この1270年の第8次十字軍は、疫病でルイ9世自身が死去するなどして失敗した。イングランド王子エドワードがチュニスに到着したとき、すでにシャルル・ダンジューはハフス朝のアミールと講和してシチリアに帰るところであった。仕方なくエドワードはシャルル・ダンジューら十字軍の残兵とともに、聖地でマムルーク朝に脅かされているアンティオキア公・トリポリ伯ボエモン6世を援けに行くことにした。エドワードは1271年5月9日にアッコに到着し、1000人ほどの小規模な軍（うち225人が騎士）の指揮を任された。

## 聖地における十字軍
十字軍国家の最後の砦となっていたトリポリやアッコには、数万人のキリスト教徒難民が逃げ込んでいた。エドワードがアッコに到着すると、バイバルスはアッコ攻略を一旦取りやめた。
エドワードの軍はイスラーム勢力に正面から挑むにはあまりにも小規模で、バイバルスのマムルーク軍がアッコのすぐ北東にあったドイツ騎士団のモンフォート城を落とすのを止めることもできなかった。その代わり、エドワードらは周辺のイスラーム支配地域を襲撃して回った。現代の歴史家の中には、これを「軍の散歩」 (military promenades)と呼んでいる者もいる。ナザレを急襲して占領し、住民を殺害した後、St Georges-de-Lebeyneを襲ったが、結果として数軒の家と穀物を焼いただけで、数人を暑さのために失った。
その後、エドワードの弟エドマンドがイングランドやキプロスからの援軍を率いて到着した。これを受けてエドワードは、テンプル騎士団、ホスピタル騎士団、ドイツ騎士団の支援の下にQaqunを攻撃した。彼らは多勢だったトルコ人の軍勢（大部分は遊牧民）を驚かせ、1500人を殺し、5000頭の家畜を戦利品として獲得した。このトルコ人の軍勢というのは、モンゴル人に追われて移住してきて、1268年にバイバルスから馬、称号、土地を与えられて軍務についていた集団だとされている。ムスリム側の記録では、エドワードの軍旅により1人のアミールが殺され、1人が負傷したとしている。さらにQarunの城主は城を放棄せざるを得なかった。しかし、エドワードはこの城は奪うことなく、バイバルスの本軍がやってくる前に撤退した。この時、バイバルスはアレッポに居て、モンゴル人の攻撃を防いでいた。
1271年12月、エドワードらはアッコを攻撃してきたバイバルスを撃退した。その後バイバルスはトリポリの攻略も断念しているが、その理由は分かっていない。同時代の史料では、エドワードが包囲線への攻撃を敢行してマムルーク朝軍を撃退したことになっているが、現代ではこれは否定されており、むしろバイバルス側が新たな十字軍の力を測りかねて深入りを避けたものとする説も挙げられている。

### モンゴル人の攻撃
エドワードはアッコに到着して間もなく、イルハン朝のアバカのもとに使者を送り、モンゴル人との同盟構築を模索している。アバカはキリスト教徒（ネストリウス派）であり、マムルーク朝と対立していた。彼らからの援助を引き出すために、レギナルド・ロッセル、Wausのゴドフロワ、ジョン・オブ・パーカーらが派遣された。1271年9月4日付の返書で、アバカは十字軍との協力に同意し、ふさわしいマムルーク朝攻撃時期を尋ねてきた。
1271年10月末、Samagar率いるモンゴル軍がシリアに到来した。しかしその実体は、イルハン朝に服属するアナトリアのセルジューク人の、たった1万人ほどの騎兵軍であった。アバカ自身がトルキスタンでの紛争に忙殺され、イルハン朝の主力をレバントに送ることができなかったためである。とはいえキト・ブカの再来を思わせるモンゴル軍襲来の報がムスリム住民に与えた恐怖は大きく、難民がカイロにまで流れ込んだ。「モンゴル軍」はアレッポのトルコ人防衛軍を破って南進し、アパメアに至るまでを荒廃させた。しかし、11月12日にカイロからバイバルスの反攻軍が発った時には、モンゴル軍はすでに戦利品を満載してユーフラテス川まで撤退していた。

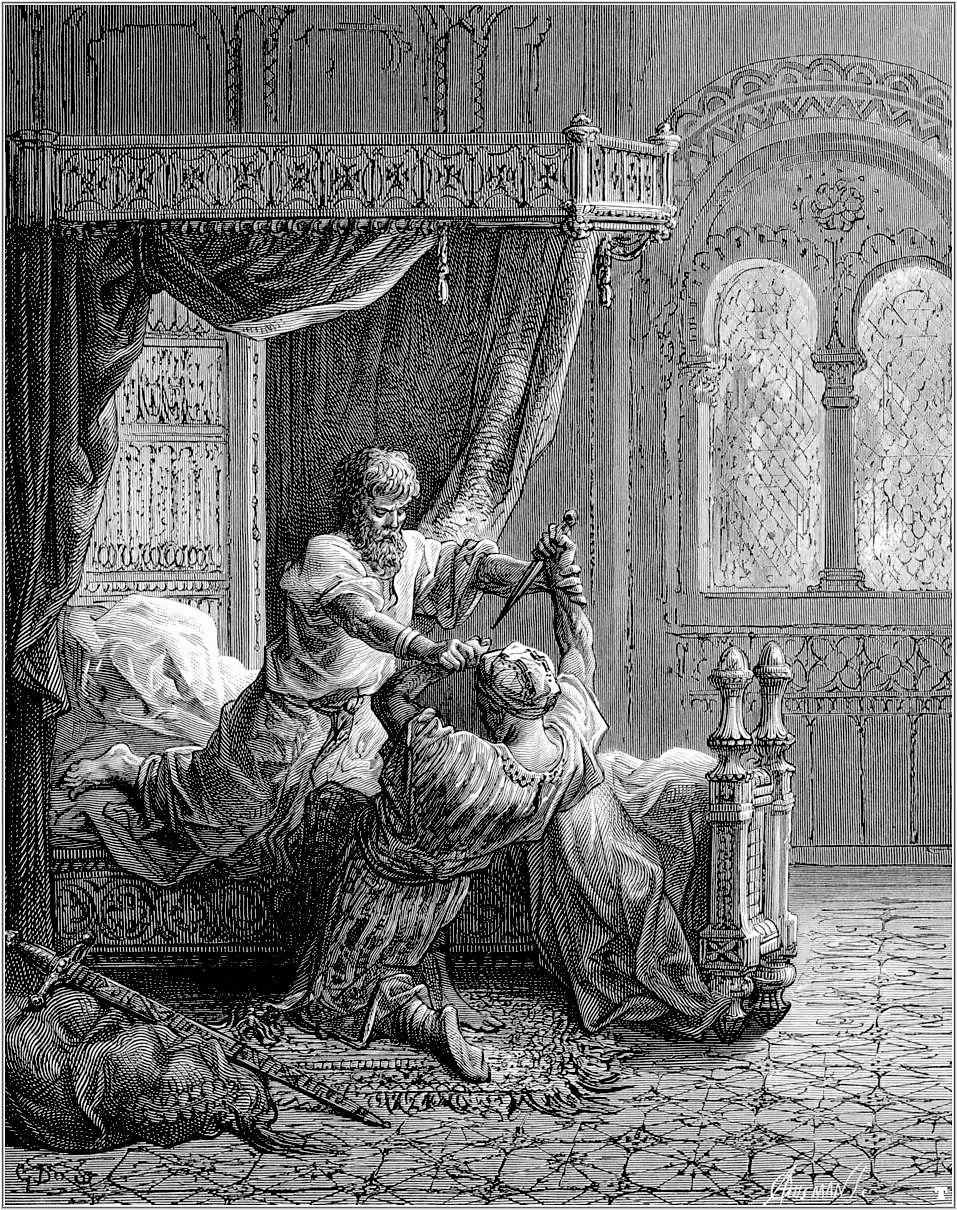
エドワード暗殺未遂

### キプロス沖での戦闘
十字軍がエジプトに海陸両方から攻撃を仕掛けてきた場合に自身の地位が極めて危ういものになることに気づいたバイバルスは、海軍を増強してこれを防ごうとした。艦隊が完成すると、バイバルスは十字軍を直接攻撃するのではなく、キプロス王（名目上のイェルサレム王）ユーグ3世のいるキプロス島を攻撃することで、キプロス王国の艦隊をアッコから引きはがし、エドワードら十字軍を陸上で孤立させる作戦をとった。1271年、17隻のガレー船がキリスト教徒の船に偽装してリマソールを攻撃したが、この艦隊はリマソール沖でキリスト教艦隊に撃破され、バイバルスの目論見は失敗に終わった。

### 十字軍の終結
戦闘では勝利したものの、イェルサレム奪還のために進撃を続けるには、エドワードは十字軍内のキリスト教諸国の対立を収めなければならなかった。彼はユーグ3世とイベリン家の対立を調停するなどする一方で、ユーグ3世とともにバイバルスとの停戦交渉も進めていた。1272年5月、カエサリアで10年10か月10日の休戦が合意された。その後エドワードは直ちに弟エドムンドをイングランドに帰還させたが、自らは休戦が履行されることを確認するためしばらく聖地にとどまった。その翌月、エドワードの暗殺未遂事件が起こった。暗殺者を放ったのは、ラムラの太守ともバイバルスともいわれ、暗殺教団の「山の老人」の仕業だったとする伝説もある。エドワードは暗殺者を倒したものの毒を塗ったダガーで重傷を負い、さらに帰国が遅れることになった。1272年9月、エドワードはアッコを発った。途中シチリア島で療養中、彼は息子ジョンと父ヘンリー3世の死を立て続けに知った。1273年になってエドワードはシチリア島を離れ、イタリア、ガスコーニュ、パリを経由し、1274年半ばにようやくイングランドに帰還し、8月19日にエドワード1世として戴冠した。

## その後

ロマン主義絵画「最後の十字軍」。

1271年の遠征中、エドワードとともに十字軍に従軍していたリエージュ助祭長テオバルド・ヴィスコンティがローマ教皇に選出された。彼は聖地から帰還後にグレゴリウス10世として即位し、1274年の第2リヨン公会議で新たな十字軍を発令したが実現しなかった。一方で、キリスト教世界では新たな内部抗争が持ち上がっていた。野心家のシャルル・ダンジューは、ユーグ3世・テンプル騎士団とヴェネツィア共和国の間の対立を利用して、残存している十字軍国家を己の手中に収めようとしていた。彼はイェルサレム王アモーリー2世の孫マリアを利用してユーグ3世を攻撃し、有名無実なイェルサレム王国の中で内戦が母発した。1277年、サン・セヴェリーノのルッジェーロがシャルル・ダンジューのためにアッコを奪取した。
曲がりなりにも、シャルル・ダンジューを単独の司令官とした十字軍が実施される可能性もあったが、この希望はヴェネツィアの反対により潰えた。ヴェネツィアは、マムルーク朝ではなくコンスタンティノープルを十字軍の目標とすべきだと主張したのである。第4回十字軍で成立したラテン帝国を滅ぼしてビザンツ帝国を復興したミカエル8世パレオロゴスは、ラテン帝国の後ろ盾だったヴェネツィア人をコンスタンティノープルから追放していたのである。グレゴリウス10世はこれを却下したが、1281年に教皇に即位したマルティヌス4世がシャルル・ダンジューのビザンツ遠征を承認した。これに対しミカエル8世は1282年3月31日のシチリアの晩鐘を扇動し、シャルル・ダンジューはシチリアを失う羽目になった。
第9回十字軍が去って以降、マムルーク朝は十字軍国家に対し、和平の代償として貢納や巡礼者への課税拡大など様々な圧力をかけていった。1289年、スルターンのカラーウーンは大軍勢を率いてトリポリを攻撃し、これを凄惨な攻防戦の末に陥落させた（トリポリの陥落）。しかしこの戦争でカラーウーンも有能な長男を失うなど、キリスト教勢力の抵抗により大きな損害を被った。
1275年、アバカはエドワード1世に再度の十字軍遠征を求め、今回は以前以上の支援ができるとする書簡を送った。同年のうちにエドワード1世は返書を出している。彼は第9回十字軍の際のアバカの支援とキリスト教への好意への感謝を述べ、次の十字軍がいつになるかは分からないが、聖地奪還の熱意は持っており、教皇が新たな十字軍を宣言した際にはアバカにも通知するとした。実際にはエドワード1世は次の十字軍のための用意をするようなことは無かったため、この手紙は形式的なものに過ぎなかった。1276年にアバカは再度同じ内容の書簡を送ったが、この時は1271年の十字軍の時に十分な援助ができなかったことを詫びる内容も含まれていた。
1291年、アッコからのキリスト教徒巡礼者の一団が攻撃を受け、その報復として9人のシリア人ムスリム商人が殺害された。カラーウーンは莫大な追徴金を要求し、これが支払われないとみると、これを口実にアッコを攻撃しようとしたが、出陣前に病没した。この戦争の仕上げは息子のアシュラフ・ハリールが成し遂げた。このアッコの陥落により、十字軍国家はキプロス島とアッコのはるか北方のトルトーザを残すのみとなった。1299年、ガザン・ハン率いるイルハン朝軍がマムルーク朝に勝利をおさめ、ホムスの北東からガザにいたる広い範囲を征服したが、1300年にはシリアから撤退した。その後もモンゴル人やキリキア・アルメニア王国はシリア奪回を試みたが、1303年のマラジュ・アッ＝サファルの戦いで敗北を喫した。1303年、アジア大陸における最後の十字軍の砦だったルアド島が陥落した（ルアドの陥落）。第1回十字軍の始まりから208年後のことであった。